# Alfonso (Cavite)
Alfonso ist eine philippinische Stadtgemeinde der 3. Einkommensklasse in der Provinz Cavite. Sie hat 51.839 Einwohner (Zensus 1. August 2015).

## Baranggays
Alfonso ist politisch unterteilt in 32 Baranggays.
| - Barangay I (Pob.) - Barangay II (Pob.) - Barangay III (Pob.) - Barangay IV (Pob.) - Barangay V (Pob.) - Amuyong - Buck Estate - Esperanza Ibaba - Kaytitinga I - Luksuhin Ilaya - Luksuhin Ibaba - Mangas I | - Marahan I - Matagbak I - Pajo - Sikat - Sinaliw Malaki - Sinaliw na Munti - Sulsugin - Taywanak Ibaba - Taywanak Ilaya - Upli - Kaysuyo | - Luksuhin Ilaya - Palumlum - Bilog - Esperanza Ilaya - Kaytitinga II - Kaytitinga III - Mangas II - Marahan II - Matagbak II - Santa Teresa |